# أندي وليامز (لاعب كرة قدم)
أندي وليامز (بالإنجليزية: Andy Williams) (14 أغسطس 1986 في المملكة المتحدة - ) هو لاعب كرة قدم بريطاني في مركز جناح ‏. لعب مع سويندون تاون ونادي بريستول روفيرز ونادي دونكاستر روفرز ونادي هيرفورد ويوفل تاون.

## وصلات خارجية
- أندي وليامز على موقع قاعدة بيانات كرة القدم.إي يو (الإنجليزية)
- أندي وليامز على موقع Soccerbase.com (لاعب) (الإنجليزية)
- أندي وليامز على موقع Soccerway.com (الإنجليزية)
- أندي وليامز على موقع عالم كرة القدم.نت (الإنجليزية)